# 万寿台テレビ

万寿台テレビのロゴ

万寿台テレビ（マンスデテレビ）は、朝鮮民主主義人民共和国（北朝鮮）のテレビ局。

## 概要
1983年12月4日に放送開始。放送日時は土曜日の19時～22時および、日曜日の10時～13時・16時～22時（VHF 5ch）。
放送内容は娯楽番組が中心であるが、朝鮮中央テレビなどとは違い、欧米方面などの映画・ドラマ・アニメーション作品も放送するなど放送は幅広い。報道も外国のニュースを多く放送する。そのため平壌市民の人気は高い。設立時、このテレビ局を全国放送にすると国民の思想統制が出来なくなることを恐れた北朝鮮政府が受信地域を平壌周辺のみに限ったとされている。また当初は金日成・金正日専用テレビという位置付けで企画されており、先述の欧米方面の報道やドラマなどを素早く吹き替え供給するという目的があった。しかし、そのことを知った金日成が激怒したため、週末にのみ一般向けに放送されるようになったというエピソードがある。
また朝鮮中央テレビのニュース番組で時々見られるような、勢いの強い勇ましい口調での原稿読みもあまり見かけない。
（設立当時での）最先端放送機器を揃え贅を尽くしていたため、落成式の際に「このような物をまた作ったら、（資金不足で）国が滅ぶ」と金日成が金正日を叱りつけたとされている。
2015年に放送局員が海外から取り寄せた映像をUSBメモリに入れて横流しする事件がおき、7月13日を以て一旦放送が打ち切られた。その後、11月に放送を再開した。
放送エリアは長らく平壌周辺のみだったが、2016年に地上波放送から有線に切り替え、全国放送となった。

## 朝鮮中央放送委員会が運営するその他のテレビ局
- 朝鮮中央テレビ
- 朝鮮教育文化テレビ（教養番組、語学番組が多いチャンネル）
  - 2012年9月5日からは竜南山テレビに改名された[7]。